# François Cabut
François Cabut, né le 30 novembre 1928 à Pont-de-Loup, section de la commune d'Aiseau-Presles, et mort le 5 février 2002 à Gerpinnes, est un coureur cycliste indépendant belge de 1949 à 1953.

## Palmarès
- 1951
  - 3e du Circuit de la Meuse
- 1952
  - Circuit de la Meuse
  - 3e du Circuit Loire-Océan